# Juan Southworth
San Juan Southworth (1592, Lancashire, Inglaterra-Tyburn, Londres 28 de junio de 1654) fue un sacerdote y mártir católico considerado como uno de los Cuarenta mártires de Inglaterra y Gales. 

## Historia
El padre Juan Southworth procedía de una familia de Lancashire que vivía en Samlesbury Hall. Una familia que prefirió pagar fuertes multas antes que renunciar a su fe católica. 
Estudió en Douai, ahora en el norte de Francia, y se trasladó a Hertfordshire donde fue ordenado sacerdote antes de volver a Inglaterra. Apresado y sentenciado a pena capital por profesar su fe católica, fue deportado a Francia. Pero nuevamente volvió a Inglaterra para vivir en Clerkenwell, Londres, durante la plaga que sufrió la ciudad. Allí asistió y convirtió a muchos enfermos en Westminster hasta que volvió a ser arrestado. 
Una vez más fue arrestado bajo el interregno y juzgado en el tribunal Old Bailey bajo la legislación anticlerical isabelina. Se declaró a sí mismo culpable y fue sentenciado a la horca y a que su cuerpo fuese descuartizado. Fue ejecutado en Tyburn en Londres. 
El embajador español devolvió su cuerpo, cosido y embalsamado para su preservación, a Douai para enterrarlo, donde se conservó un tiempo. Durante la Revolución francesa, su cuerpo fue enterrado en una tumba anónima para su protección. Ésta fue descubierta en 1927 y sus restos fueron trasladados a Inglaterra. Están guardados en la Capilla de San Jorge y los mártires ingleses en la Catedral de Westminster en Londres.

## Ceremonia católica

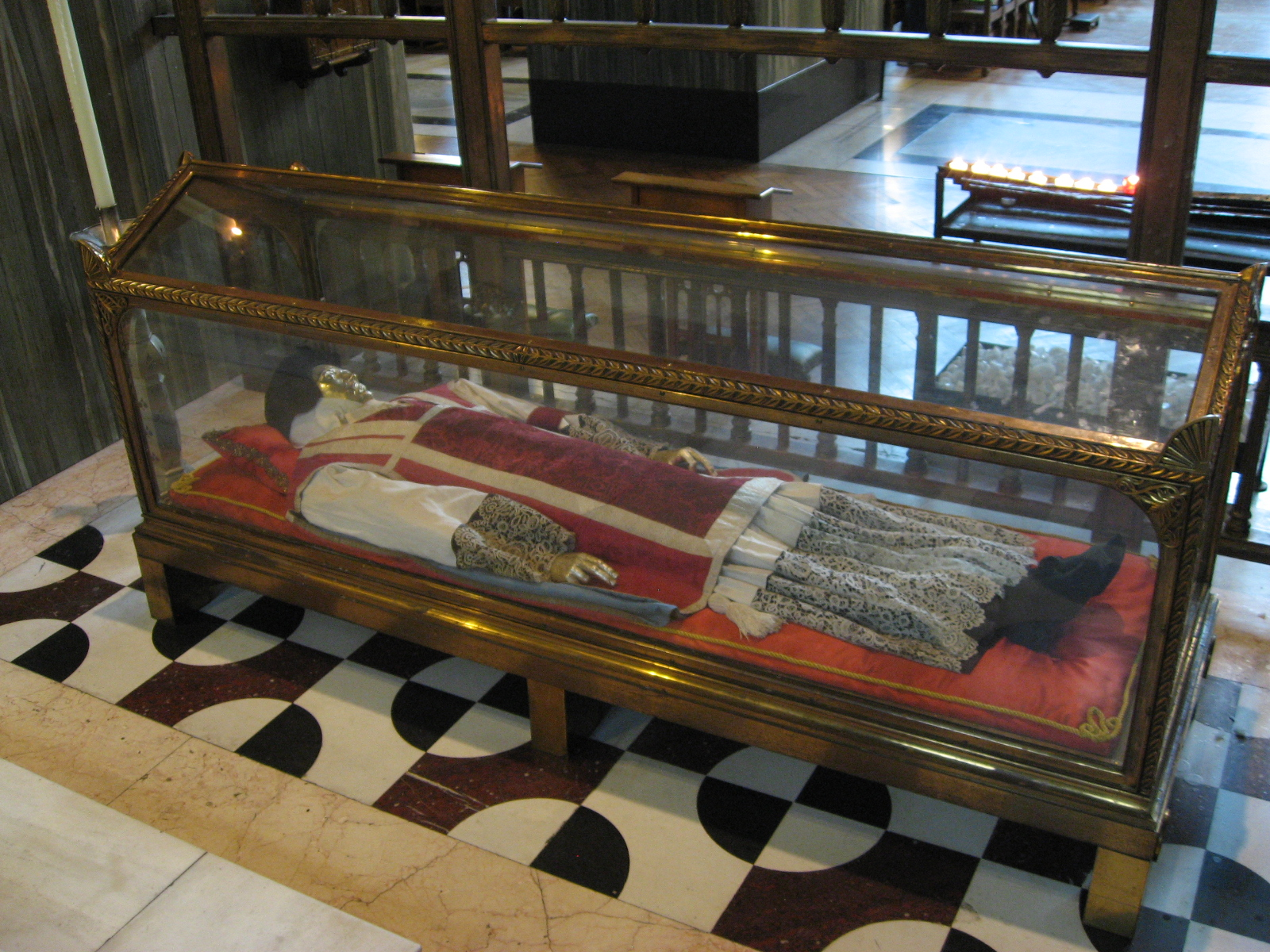
Relicario con los restos de San Juan Southworth.

En 1929, fue beatificado por el papa Pío XI y, en 1970, fue canonizado por Pablo VI como uno de los Cuarenta mártires de Inglaterra y Gales. Su festividad se celebra el 28 de junio aunque sólo se celebra en la diócesis de Westminster.